# Liste der Biografien/Dc
Liste der Biografien |
Portal Biografien |
Personensuche
# |
A |
B |
C |
D |
E |
F |
G |
H |
I |
J |
K |
L |
M |
N |
O |
P |
Q |
R |
S |
T |
U |
V |
W |
X |
Y |
Z |
?
 
Da |
Db |
Dc |
Dd |
De |
Dg |
Dh |
Di |
Dj |
Dk |
Dl |
Dm |
Dn |
Do |
Dq |
Dr |
Ds |
Du |
Dv |
Dw |
Dy |
Dz
Die Liste der Biografien führt alle Personen auf, die in der deutschsprachigen Wikipedia einen Artikel haben. Dieses ist eine Teilliste mit 7 Einträgen von Personen, deren Namen mit den Buchstaben „Dc“ beginnt.

## Dc

### Dco
- D'Costa, Bina, bangladeschische Friedens- und Konfliktforscherin
- D’Coth, Bentla (* 1969), indische Fußballschiedsrichterin

### Dcr
- D’Cruz, Ileana (* 1987), indische Schauspielerin
- D’Cruze, Bejoy Nicephorus (* 1956), bangladeschischer Ordensgeistlicher und römisch-katholischer Erzbischof von Dhaka

### Dcu
- D’Cunha, Ignatius (1924–2007), römisch-katholischer Bischof von Aurangabad
- DCUP, australischer Musikproduzent und DJ

### Dcv

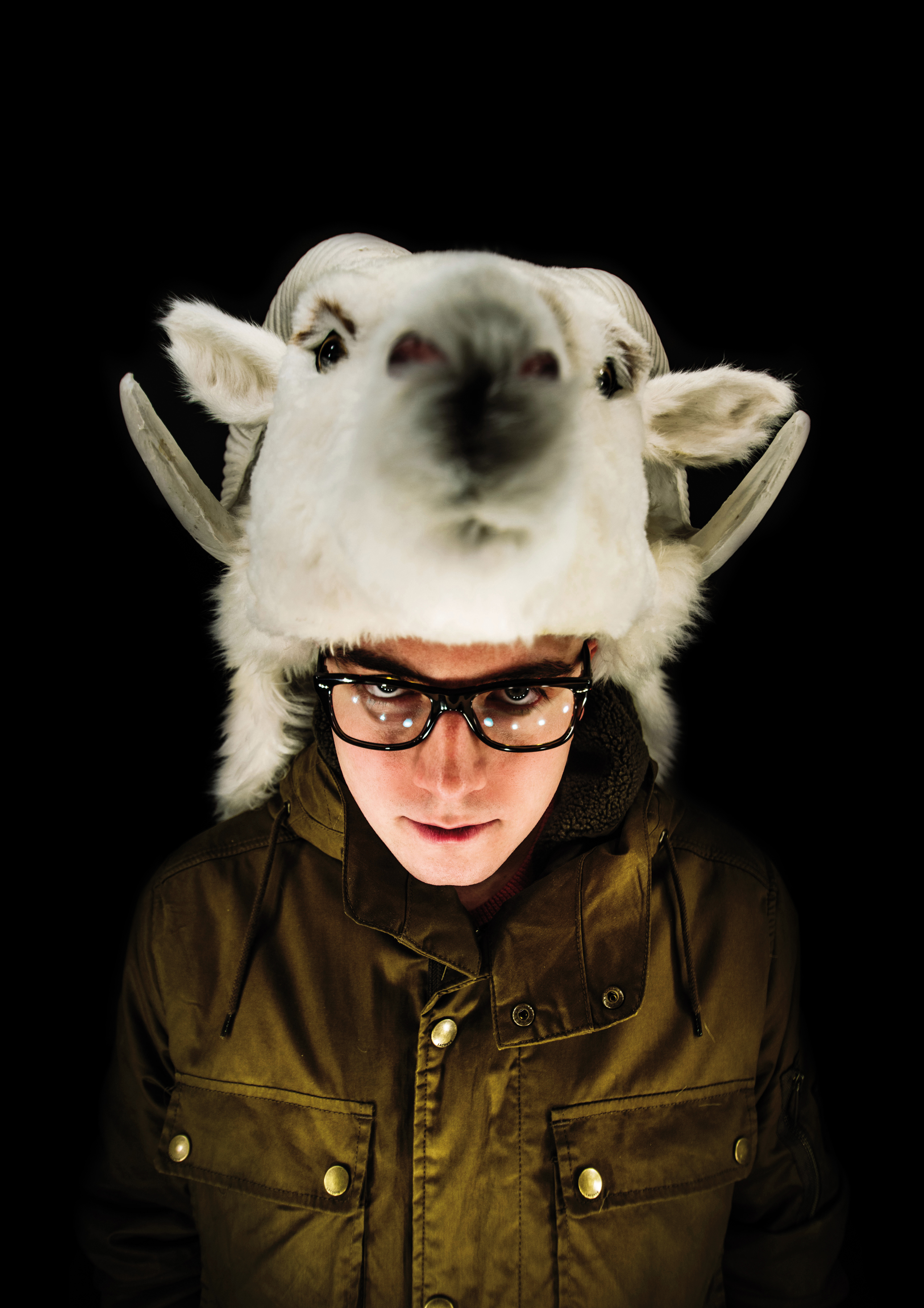
DCVDNS (* 1988)

- DCVDNS (* 1988), deutscher RapperDCVDNS (* 1988)